# Azienda Trasporti Bergamo
L'Azienda Trasporti Bergamo (ATB) è la società che gestisce il trasporto pubblico urbano nella città di Bergamo.

## Storia

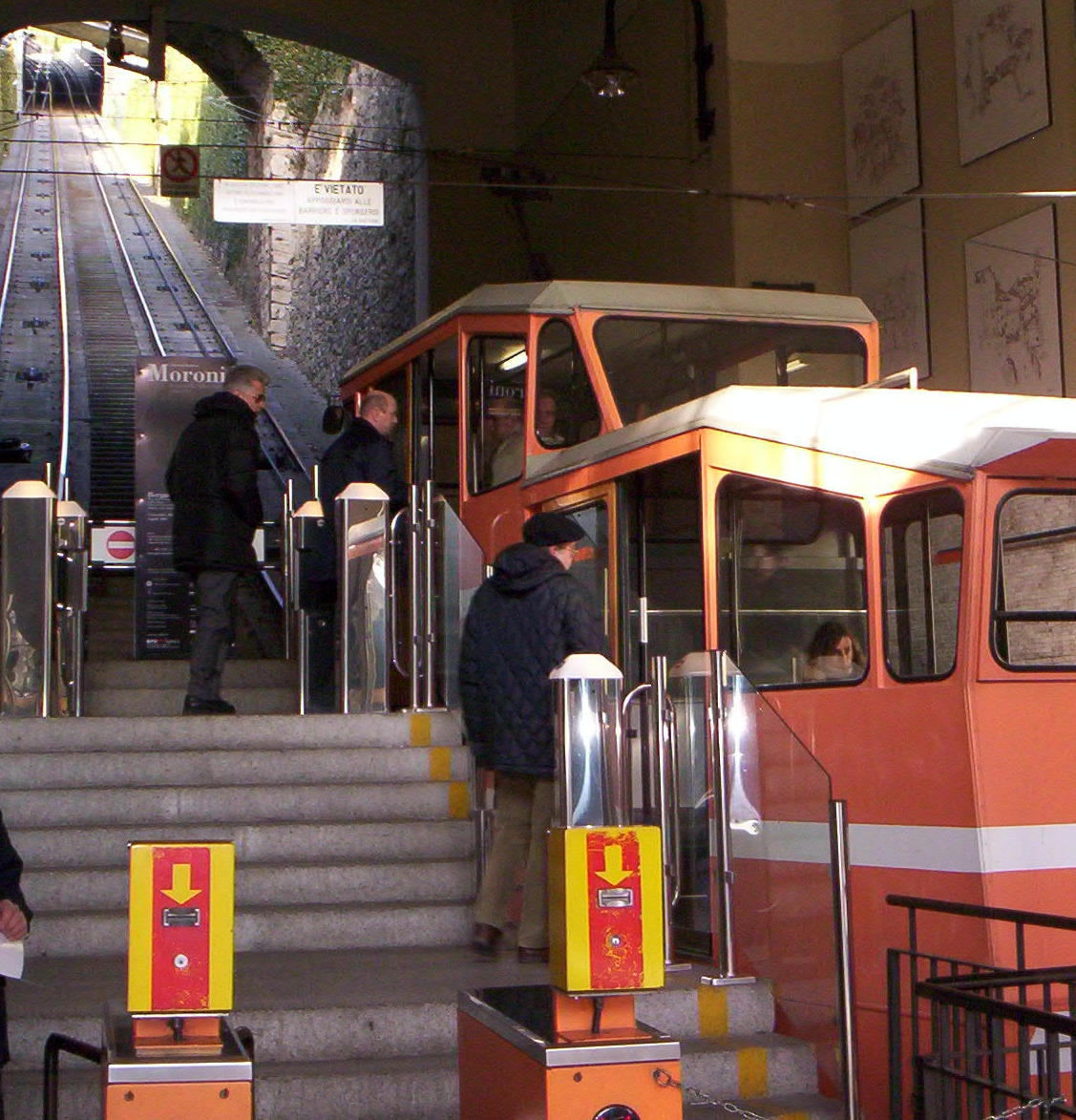
Stazione inferiore della Funicolare che collega Città Bassa a Città Alta

Il 10 luglio 1906 il comune rilevò per 1.750.000 lire dalla Società Anonima Funicolare e Tranvie le infrastrutture e la gestione del trasporto pubblico urbano e il 9 novembre 1907 fondò l'Azienda Municipalizzata Funicolari e Tranvie Elettriche (AMFTE).
Le infrastrutture erano costituite dalla funicolare tra città alta e città bassa, costruita nel 1887, ed alcune tranvie elettriche che solo dal 1904 avevano sostituito i tram a cavallo. Nei decenni successivi l'AMFTE ampliò la rete tranviaria urbana, che arrivò a contare 10 linee. Tale processo di espansione, sospeso a causa della guerra riprese al termine della stessa con l'estensione, nel 1925, delle rotaie fino a Colognola e a Ponte San Pietro. L'anno successivo il tram raggiunse Stezzano, nel 1928 arrivò a Santa Lucia e nel 1929 a Campagnola.
La guerra impose una nuova fermata nello sviluppo delle linee e al termine della stessa, anche a causa di un clima politico non favorevole agli investimenti nel trasporto su ferro, alle tranvie fu gradualmente sostituita una
rete filoviaria, a sua volta attiva fra il 1950 e il 1978.
Nel 1979 cambiò il nome in Azienda Trasporti Bergamo, pur rimanendo una municipalizzata, per diventare nel 1999 una società per azioni.
Dal 2005 ATB Consorzio riunisce i gestori di trasporto pubblico della città e del circondario.

## Consistenza

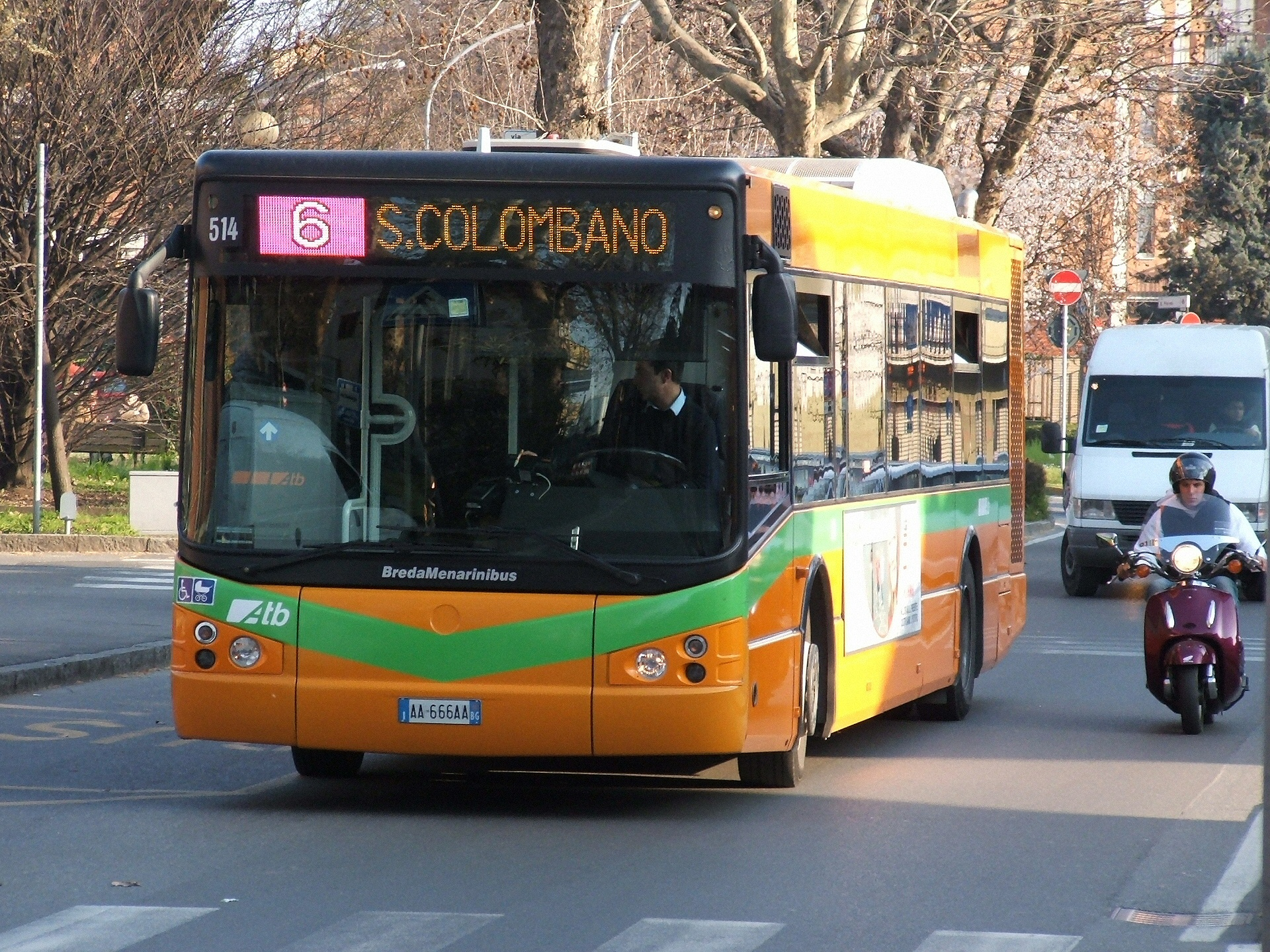
Autobus ATB in transito a Colognola

Ai dati del 2015 ATB gestisce 14 linee di autobus e due funicolari su una rete estesa per 220 chilometri, trasportando quasi 30 milioni di passeggeri all'anno.
Attraverso ATB Consorzio serve la città e 30 comuni dell'area urbana.

## Le tariffe

### L'ATB System
L'Atb-System è il sistema tariffario a zone, in vigore dal gennaio 2005, che divide il territorio servito da ATB in 20 settori (o zone tariffarie), ciascuna col proprio codice numerico, e rappresentato dal bersaglio. L'area interna rappresenta la zona urbana, che coincide con l'intera città di Bergamo. Dal numero di zone attraversate durante il tragitto dipende la tariffa del biglietto o dell'abbonamento.

## Le funicolari

### Bergamo Bassa - Bergamo Alta
La funicolare di Bergamo Alta è stata costruita nel 1887. Collega la Città Alta, situata sul colle, al centro cittadino.

### San Vigilio
La funicolare di Bergamo - San Vigilio è stata inaugurata nel 1912 per poi cessare il servizio nel 1976 a causa della scadenza della Concessione Governativa. Riattivata nel 1991 collega Colle Aperto con il colle di San Vigilio.

### San Pellegrino Terme
La funicolare di San Pellegrino Terme è stata inaugurata nel 1909, durante il periodo di massimo splendore del paese per poi cessare il servizio nel 1989 a seguito dei deludenti risultati di esercizio. Riattivata nel 2022 collega la cittadina termale con la Vetta, piccolo altipiano panoramico posto a 650 m s.l.m. con ville in stile Liberty di particolare pregio storico e artistico. 

## La tranvia
ATB partecipa alla gestione della tranvia delle valli, progetto guidato dalla società TEB S.p.A.. La tranvia è stata inaugurata il 25 aprile 2009 sul primo tronco da Bergamo ad Alzano Lombardo, mentre il secondo tronco fino ad Albino è stato aperto il 10 giugno dello stesso anno.
I mezzi utilizzati sono i tram serie 001 ÷ 014 (tipo Sirio), bidirezionali a cinque casse, prodotti dall'Ansaldobreda di Pistoia.

## Gli autobus
| Matricola/serie   | Modello                             | Lunghezza | Note                       |
| ----------------- | ----------------------------------- | --------- | -------------------------- |
| 491-493           | Scania Ominicity                    | 12m       | 491, 493 dismesse          |
| 456-589 e 527-536 | Mercedes Citaro 0530                | 12m       | 456-487 e 527,528 dismesse |
| 495-502           | Bredamenarinibus M231 MS            | 9,5m      | 495,496,499 dismesse       |
| 503-520           | Bredamenarinibus Avancity LU        | 12m       | 506,515 dismesse           |
| 540-554           | Bredamenarinibus Avancity LU CNG    | 12m       |                            |
| 555-559           | Mercedes Citaro 0530 CNG            | 12m       |                            |
| 570 e 572         | Mercedes Citaro 0530                | 12m       | (ex Zani Bergamo)          |
| 571               | Mercedes Citaro 0530 CNG            | 12m       |                            |
| 574               | VDL Citea CLF                       | 12m       | (ex Zani Bergamo)          |
| 578-587           | Man A21 Lion'sCity CNG              | 12m       |                            |
| 588-602           | Man A37 Lion'sCity CNG              | 12m       |                            |
| 604               | Mercedes Citaro 0530 CNG            | 12m       | (ex TBSO Osio Sotto BG)    |
| 605               | Mercedes Citaro 0530 CNG            | 12m       | (ex Locatelli Bergamo)     |
| 619-621           | Man Lion'sCity 3 assi               | 13m       |                            |
| 622-623           | Iveco Daily Sitcard Road            | 8m        |                            |
| 624-635           | Solaris Urbino IV elettrico         | 12m       |                            |
| 636-638           | Menarinibus Citymood CNG            | 12m       |                            |
| 639               | Otokar Kent c                       | 12m       |                            |
| 640-641           | Iveco daily Car.Ind                 | 8m        |                            |
| 644-655           | Youtong E12 elettrico               | 12m       |                            |
| 490               | Man NG 313                          | 18m       |                            |
| 562-567           | Mercedes Citaro 0530 CNG            | 18m       | (ex Divia, Francia)        |
| 603               | Neoplan Centroliner                 | 18m       | (ex Dubraz, Svizzera)      |
| 608-618           | Man Lion'sCIty CNG                  | 18m       | ( ex ? estero)             |
| 642-643           | Man Lion'sCity CNG                  | 18,75m    | (ex Norvegia)              |
| 656-662           | Man Lion'sCity CNG Efficient Hybrid | 18m       |                            |

## Electric bus rapid transit - Linea C
ATB ha il primato in Italia di aver messo in esercizio la prima linea full-elettric d'Italia basata sul modello dei sistemi Bus Rapid Transit.

## La BiGi
ATB si occupa del servizio di biciclette pubbliche (bike sharing) sul territorio cittadino. Le biciclette, denominate BiGi (in riferimento alla sigla BG della provincia di Bergamo), sono contraddistinte dal colore giallo. Dopo il potenziamento del 2021, il servizio può contare su 60 stazioni dislocate in tutto il comune di Bergamo e 370 biciclette (delle quali 20 elettriche, esclusivamente per la salita in Città Alta). Il servizio di noleggio è attivo 24 ore al giorno.